# Barca (Bologna)
La Barca è una zona di Bologna, nonché ex-quartiere amministrativo dal 1960 al 1985, anno in cui fu accorpato all'ex quartiere Reno, nel 2016 confluito nel nuovo quartiere Borgo Panigale-Reno.

## Storia
Il rione deve il suo nome ad un passo, eseguito tramite imbarcazione, posto tra la Strada Sant'Isaia (attuale via della Barca, appunto) ed il fiume Reno, che permetteva di raggiungerne la sponda opposta e da lì Casteldebole: la realizzazione del quartiere inizia nel 1957, con il coordinamento dell'architetto Giuseppe Vaccaro.
 Progettato alcuni anni prima nell'ambito del CEP (il Coordinamento di Edilizia Popolare che riunisce vari istituti come l'INA Casa e l'Istituto Case Popolari), la sua realizzazione è stata condizionata dalla presenza nella zona di un elettrodotto delle ferrovie.
È il più importante intervento urbanistico del dopoguerra nella periferia di Bologna: è stimato l'insediamento di circa 40 000 abitanti. L'emergenza architettonica più caratteristica è un lunghissimo edificio a due piani, destinato ad abitazioni e negozi, che sarà chiamato "il Treno". Il piano originario sarà attuato solo in parte ed il quartiere sarà inaugurato nel 1962.

## Società

### Evoluzione demografica
abitanti censiti